# O Poeta Dinamarquês
O Poeta Dinamarquês (Den Danske Dikteren, em norueguês; The Danish Poet, em inglês) é um filme curta-metragem de animação de 2006, escrito, dirigido e animado por Torill Kove. Kove explora o papel do acaso na vida das pessoas ao contar a história de Kaspar Jørgensen, um poeta dinamarquês que viaja para a Noruega atrás de inspiração. 
A ideia do curta surgiu após uma auto-avaliação que Kove fez sobre si mesma e é parcialmente baseada na história de como seus pais se conheceram. O filme foi realizado em co-produção entre a agência de cinema do governo do Canadá, a National Film Board of Canada, e a empresa MikroFilm AS, da Noruega. O filme foi aclamado pela crítica, tendo ganho diversos prêmios; entre eles, o Óscar e o Genie de melhor curta-metragem de animação.

## História

### Antecedentes
As primeiras ideias que Kove teve para O Poeta Dinamarquês apareceram quando esta estava passando por um período de autoavaliação. Pretendia escrever uma história sobre o que ela descreveu como "[o momento em que] você chega a um ponto decisivo ou [atinge] um marco e olha para trás e pensa: 'como raios eu cheguei aqui?' [...] E você percebe que a resposta está em algum lugar de uma rede complexa de todos os tipos de coisas, como estrutura genética, formação, coincidências, escolhas que você fez ao longo do caminho, oportunidades perdidas [e] golpes de sorte." Kove acreditava que era uma escolha natural se focar em um relacionamento entre duas pessoas, "porque relacionamentos, e especialmente os românticos, têm um papel enorme na definição de nossas vidas, e também, obviamente, na criação de novos [relacionamentos]."
Inicialmente, Kove queria criar um filme biográfico, baseado na história de como seus pais se conheceram. O pai sonhava em ser um pintor e, um dia, marcou um encontro com um professor de artes para saber se era bom o suficiente para seguir carreira, mas desistiu para ingressar na escola de arquitetura (como seus pais queriam), onde conheceu sua futura esposa. A inspiração de Kove veio do fato de que sua existência parecia estar dependente daquela decisão, pois, se seu pai tivesse seguido a carreira de pintor, não conheceria a mãe de Kove e talvez ela não tivesse nascido. Durante a conclusão do projeto, no entanto, Kove achou que a história era pessoal demais e a reescreveu para ser fictícia.

### Produção
Kove teve seu primeiro contato com a National Film Board of Canada, uma agência do Governo do Canadá, depois de um ano na Universidade Concórdia em Montreal. Após trabalhar lá como assistente por alguns anos, escreveu e propôs um roteiro para a empresa, o que deu início à sua carreira como diretora e animadora. Ela escreveu, então, a história para O Poeta Dinamarquês, embora tenha dito que não consegue lembrar exatamente quando isso ocorreu.
A produção foi feita por Lise Fearnley, da companhia norueguesa Mikrofilm AS, e Marcy Page, da National Film Board of Canada, levando aproximadamente três anos. O filme foi feito com a utilização de animação tradicional desenhada à mão e então escaneada e colorida digitalmente, com Kove sendo responsável por cerca de metade das animações e o resto dividido entre animadores de Montreal e da Noruega. Kove tem um traço simples, e ela diz que isso não é uma escolha de estilo, mas que esse é "simplesmente [...] o único [modo] como eu sei fazer."
A atriz norueguesa Liv Ullmann foi escolhida como narradora por Kove porque ela achava sua voz linda e ideal para a história. Tanto, que Ullmamn narrou as duas versões do filme: em norueguês e inglês. Kove enviou o roteiro para a casa da atriz na Noruega por não ter conseguido contatar seu agente e recebeu uma resposta apenas três meses depois. Ullmann estava na Flórida, mas assim que recebeu a mensagem contatou o agente de Kove e disse: "Espero que não seja tarde demais!" A música, composta por Kevin Dean, compositor de música jazz e marido de Kove, é uma polifonia de voz, piano e corneto. Kove afirmou que a trilha sonora teve " um papel muito importante na definição do tom do filme."

## Enredo
O filme conta a história de Kaspar Jørgensen, um poeta dinamarquês que, na década de 40, procura inspiração. Seguindo a sugestão de seu psiquiatra, Dr. Mørk, viaja para a Noruega a fim de se encontrar com a famosa escritora Sigrid Undset. No entanto, ao chegar, conhece Ingeborg, a filha de um fazendeiro, e se apaixonam. Ele pede-a em casamento, mas descobre que ela já está comprometida, por conta de um acordo feito por seu pai. Ela promete não cortar o cabelo até se reencontrarem, e Kaspar retorna à Dinamarca.
Tempos depois, o marido de Ingeborg morre em um acidente e ela escreveuma carta a Kaspar, que nunca chega, porque o carteiro a perde. No entanto, quando Sigrid Undset morre, Kaspar e Ingeborg viajam para ir ao seu funeral; após se reencontrarem, eles se casam e passam a viver em Copenhague. Ingeborg não corta seu cabelo, pois Kaspar diz gostar dele. Porém, quando ele tropeça no cabelo e quebra seu polegar, ela requisita a vinda de sua cabeleireira da Noruega. No caminho, a cabeleireira encontra um jovem, que também está indo para Copenhague para se encontrar com Kaspar, seu poeta favorito. Os dois se apaixonam e a narradora revela que eles são os seus próprios pais.

## Temas
O tema principal do filme é o efeito que os acasos podem ter na vida das pessoas como, por exemplo, o mau tempo, um cachorro bravo, cabras com fome, madeiras soltas ou um carteiro descuidado, que alteram as vidas dos protagonistas. O Poeta Dinamarquês mostra que, de acordo com o site oficial do filme, "fatores aparentemente sem relação podem ter papéis importantes no grande esquema das coisas no fim das contas."  A diretora declarou que o que estava tentando transmitir era apenas o modo como vê a vida: "um tipo de viagem sinuosa" na qual "muito, realmente, depende do acaso."
No entanto, Kove disse que gosta da ideia de várias interpretações possíveis para seu filme: "Eu fico feliz quando ouço das pessoas que viram o curta que ele os faz pensar sobre o tipo de [lugares] estranhos de onde encontramos inspiração para arte e onde encontramos amor, e o tipo de miraculosidade [no fato] de apenas estar vivo e ter uma vida." Ela também acredita que há diversos sub-enredos sobre inspiração artística, pois Kaspar "encontra [inspiração] dentro de si mesmo", não em outros escritores, e um "sub-texto ... sobre nacionalismo e quanta ênfase nós, no mundo ocidental, colocamos em estereótipos e nos países dos quais viemos."

## Lançamento e recepção
O Poeta Dinamarquês teve sua estreia mundial em 15 de fevereiro de 2006 durante o Festival de Cinema de Berlim e, em seguida, foi exibido em vários festivais internacionais onde ganhou diversos prêmios. Entre eles, ganhou o prêmio de melhor curta animado no Worldwide Short Film Festival em 2006 e os prêmios de melhor animação estrangeira no Shanghai Television Festival e o Genie de melhor curta animado em 2007. Naquele mesmo ano, o filme seria consagrado com o Oscar de melhor curta-metragem de animação durante a 79ª Entrega do Oscar, sendo essa a segunda indicação (e primeira vitória) para Kove, que havia concorrido em 2000 com My Grandmother Ironed the King's Shirt. O prêmio também marca o primeiro filme norueguês a receber a premiação desde que Kon-Tiki, de Thor Heyerdahl, recebeu o prêmio de melhor documentário em 1952.
Uma versão em livro ilustrado de O Poeta Dinamarquês, produzida por Kove para uma editora norueguesa, recebeu uma indicação ao Brageprisen, um prêmio de literatura da Noruega.